# 第37屆金酸莓獎
第37屆金酸莓獎（英語：37th Golden Raspberry Awards）是於2016年頒發給表現最差的電影工作者。初選名單於2017年1月2日公布，入圍名單於2017年1月23日公布，正式獲得名單於在2017年2月25日釋出。《希拉里的美国：民主党秘史》成为首部获得最差影片的纪录片，并包揽最差导演、最差男主角和最差女主角。《蝙蝠侠大战超人：正义黎明》同样获得四项大奖，包括最差前传、重拍、恶搞及续集电影和最差剧本。《渎职》和《名模大間諜2》各赢得一项大奖，而梅尔·吉布森则凭借执导《血战钢锯岭》赢得最佳赎莓奖。

## 入圍及得獎名單

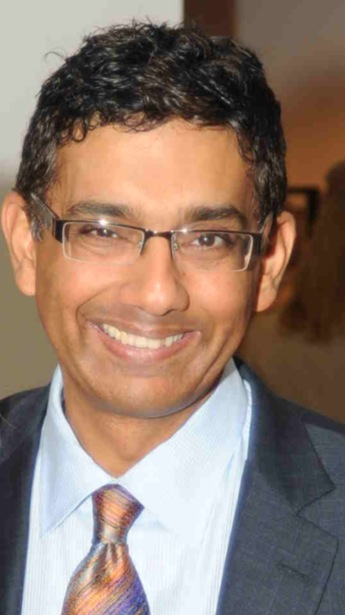
迪内希·杜泽，最差导演和最差男主角得主。

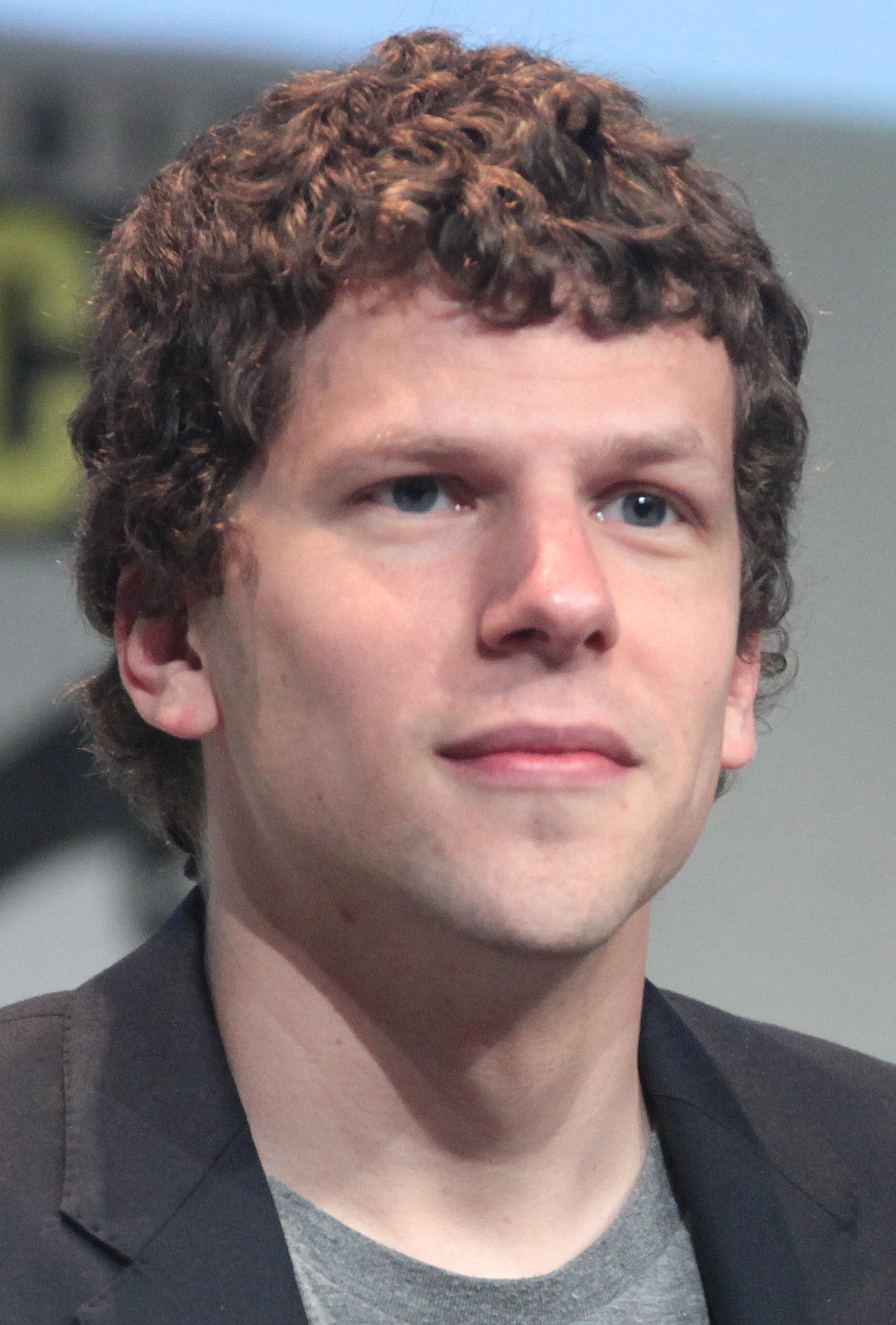
傑西·艾森柏格，最差男配角得主。

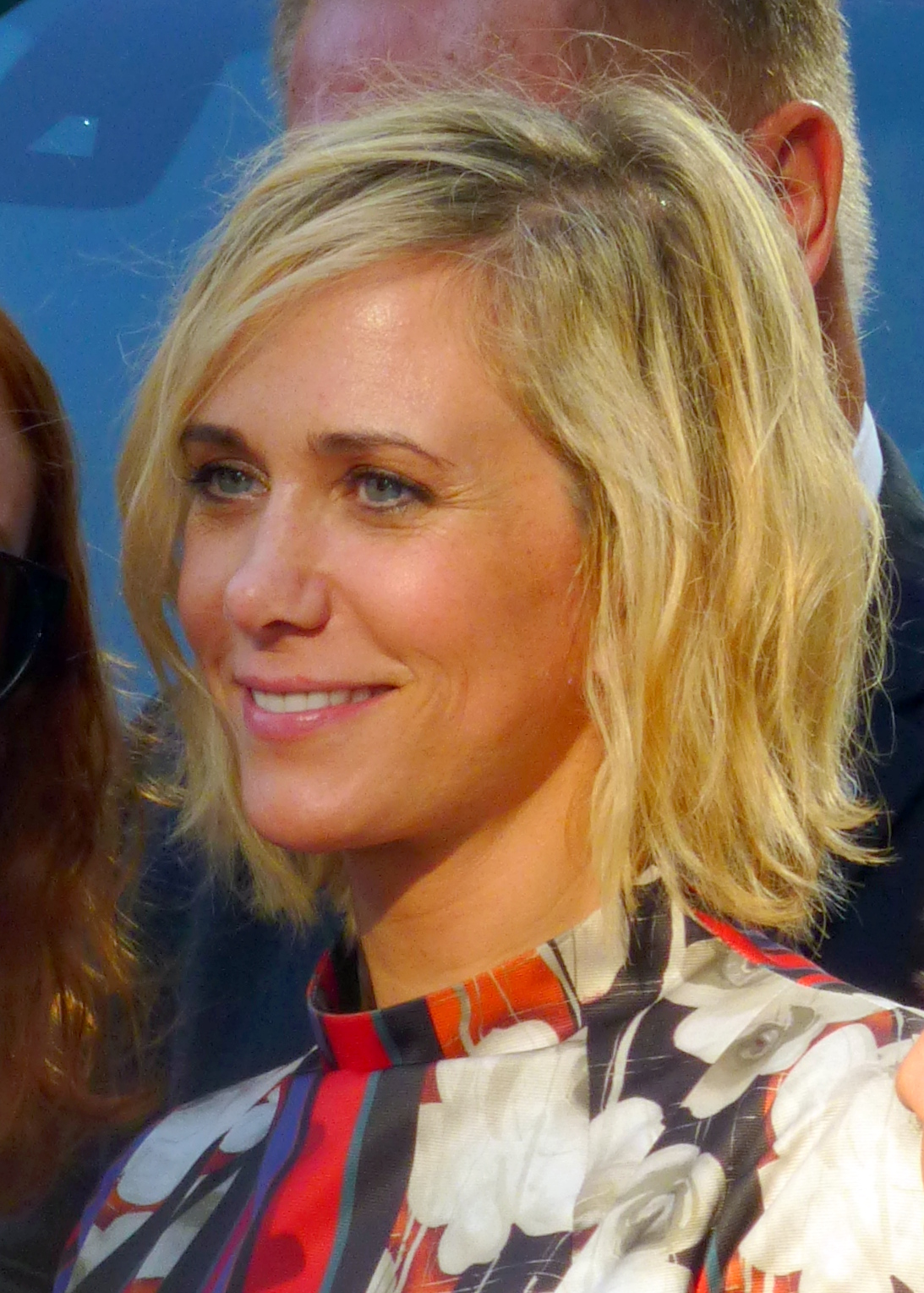
克莉絲汀·薇格，最差女配角得主。

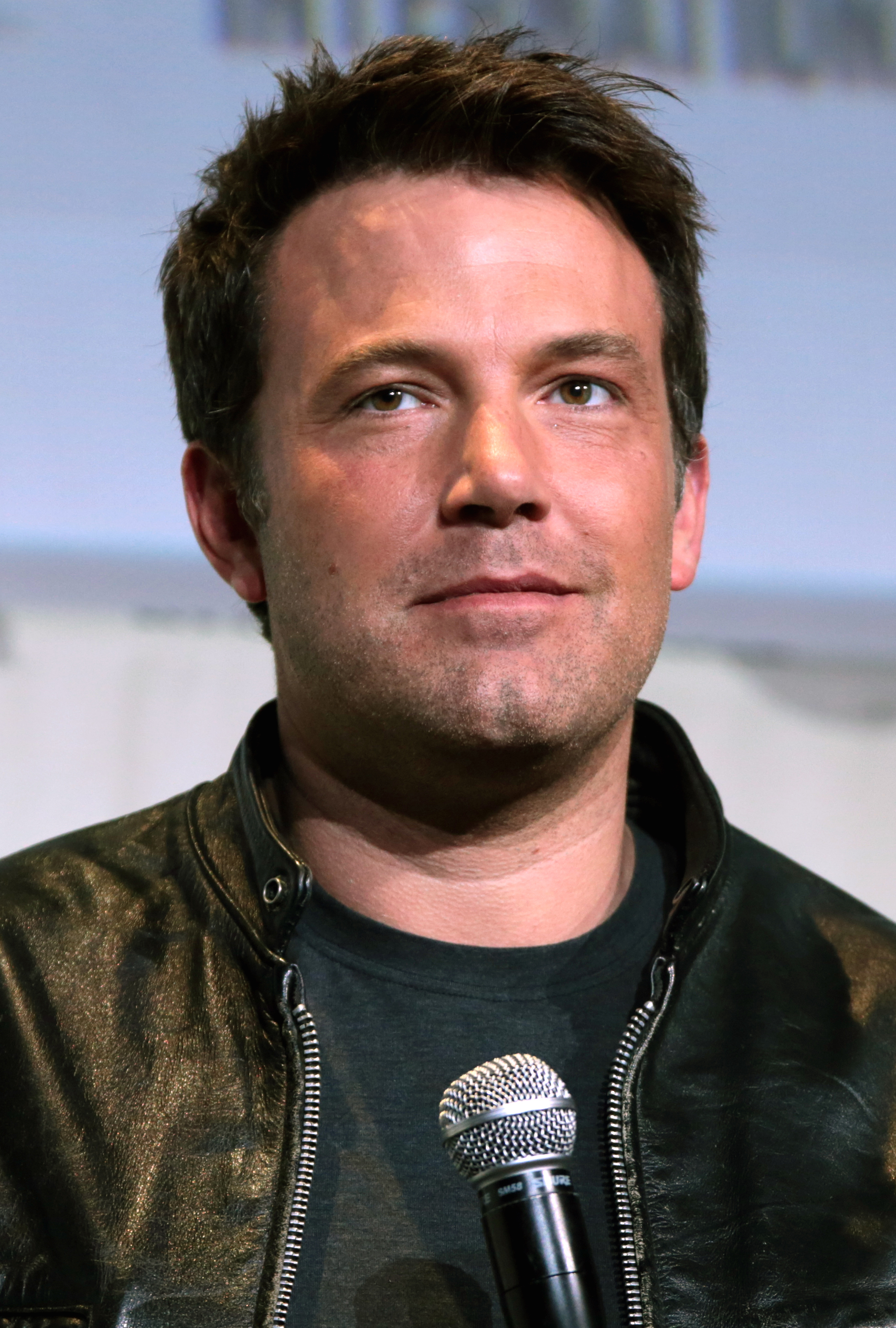
班·艾佛列克，最差拍档共同得主。

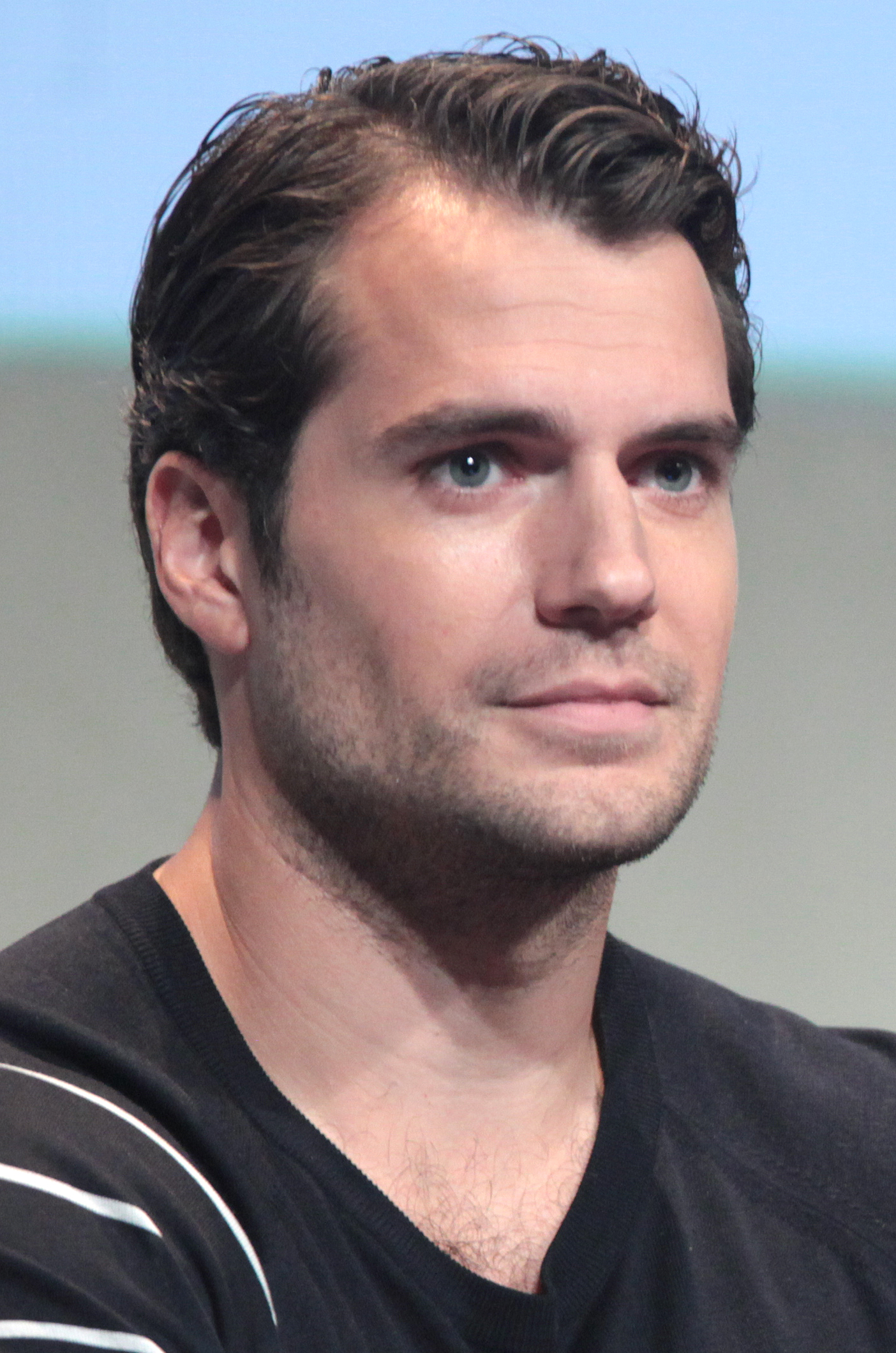
亨利·卡維爾，最差拍档共同得主。

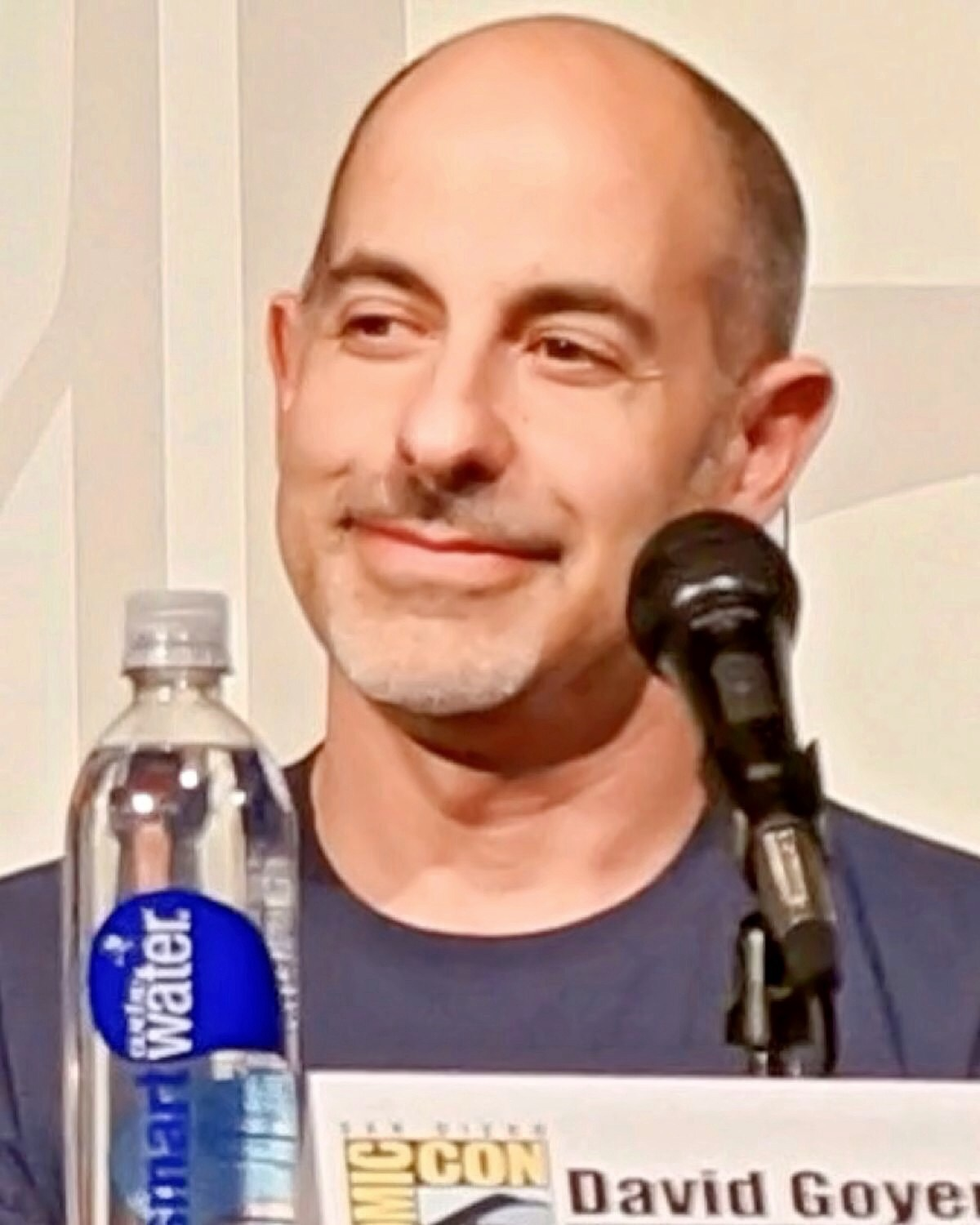
大衛·S·高耶，最差剧本共同得主。

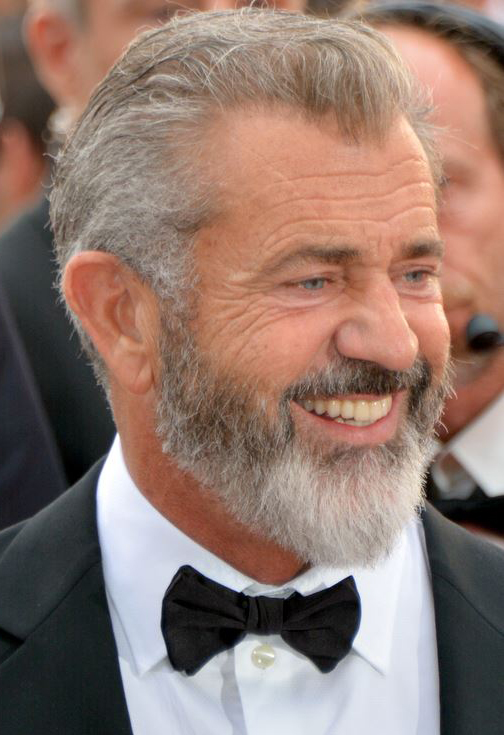
梅尔·吉布森，最佳赎莓奖得主。

《蝙蝠侠大战超人：正义黎明》和《名模大間諜2》分别以8项提名领跑。《阿公歐買尬》、《荷魯斯之眼：王者爭霸》、《希拉里的美国：民主党秘史》和《ID4星際重生》分获5项提名，标志着《希拉里的美国：民主党秘史》成为金酸莓奖史上提名最多的纪录片。由于2016年电影的口碑惨烈，本届每个奖项的提名数增至六项。
| 最差电影 - 《希拉里的美国：民主党秘史》 - 《蝙蝠俠對超人：正義曙光》 - 《阿公歐買尬》 - 《荷魯斯之眼：王者爭霸》 - 《ID4星際重生》 - 《名模大間諜2》 | 最差导演 - 迪内希·杜泽和布鲁斯·斯库利－《希拉里的美国：民主党秘史》 - 羅蘭·艾默瑞奇－《ID4星際重生》 - 泰勒·派瑞－《梅迪亞萬聖節》 - 亞歷士·普羅亞斯－《荷魯斯之眼：王者爭霸》 - 查克·史奈德－《蝙蝠俠對超人：正義曙光》 - 班·史提勒－《名模大間諜2》 |
| 最差男主角 - 迪内希·杜泽－《希拉里的美国：民主党秘史》：他自己 - 班·艾佛列克－《蝙蝠俠對超人：正義曙光》：蝙蝠侠 - 傑拉德·巴特勒－《荷魯斯之眼：王者爭霸》和《全面攻佔2：倫敦救援》：赛特和麥克·班寧 - 亨利·卡維爾－《蝙蝠俠對超人：正義曙光》：超人 - 勞勃·狄尼洛－《阿公歐買尬》：理查·「迪克」·凱利 - 班·史提勒－《名模大間諜2》：德瑞克·祖蘭德                                                                                           | 最差女主角 - 丽贝卡·特纳－《希拉里的美国：民主党秘史》：希拉蕊·柯林頓 - 梅根·福克斯-《忍者龜：破影而出》：艾波·歐尼爾 - 泰勒·派瑞－《梅迪亞萬聖節》：梅布尔·「梅迪亚」·西蒙斯 - 茱莉亞·羅勃茲-《幸福百分百》：米兰达·科林斯 - 娜歐蜜·華茲-《分歧者3：赤誠者》和《育陰房》：伊芙琳·喬韓森·伊頓和玛丽·波曼 - 雪琳·伍德莉-《分歧者3：赤誠者》：碧翠絲·「翠絲」·普里爾 |
| 最差男配角 - 傑西·艾森柏格－《蝙蝠俠對超人：正義曙光》：雷克斯·路瑟 - 尼可拉斯·凱吉-《神鬼駭客：史諾登》：漢克·佛瑞斯特 - 強尼·戴普-《魔境夢遊：時光怪客》：瘋狂帽客 - 威爾·法洛－《名模大間諜2》：雅可布·穆加圖 - 傑瑞德·雷托-《自殺突擊隊》：小丑 - 歐文·威爾森－《名模大間諜2》：韓賽爾·麥當勞 | 最差女配角 - 克莉絲汀·薇格－《名模大間諜2》：亞歷克薩妮婭·阿托茲 - 茱莉安·哈克－《阿公歐買尬》：梅雷迪恩·戈德斯坦 - 凱特·哈德森-《幸福百分百》：傑西 - 奧布瑞・普拉扎－《阿公歐買尬》：勒諾 - 珍·西摩兒-《格雷的五十道黑影》：克莱尔·布莱克 - 塞拉·沃德-《ID4星際重生》：伊莉莎白·蘭福德總統                                                                       |
| 最差搭檔 - 《蝙蝠俠對超人：正義曙光》-班·艾佛列克和他的BFF（永远的最差敌人）亨利·卡維爾 - 《荷魯斯之眼：王者爭霸》-任何两个埃及神明或者凡人 - 《魔境夢遊：時光怪客》-強尼·戴普和他那令人呕吐且生气的装束 - 《最美的安排》-一直被尊敬的演员的所有角色 - 《梅迪亞萬聖節》-泰勒·派瑞和他那同样老旧的假发 - 《名模大間諜2》-班·史提勒和他的BFF（极少搞笑的朋友）歐文·威爾森                                                                      | 最差前傳、重拍、惡搞及續集電影 - 《蝙蝠俠對超人：正義曙光》 - 《魔境夢遊：時光怪客》 - 《格雷的五十道黑影》 - 《ID4星際重生》 - 《忍者龜：破影而出》 - 《名模大間諜2》 |
| 最差劇本 - 《蝙蝠俠對超人：正義曙光》-（克里斯·泰瑞歐和大衛·S·高耶编剧，改编自DC漫畫所创作角色） - 《阿公歐買尬》-（约翰·M·菲利普斯编剧） - 《荷魯斯之眼：王者爭霸》-（马特·萨扎玛和伯克·夏普萊斯编剧） - 《希拉里的美国：民主党秘史》－（迪内希·杜泽和布鲁斯·斯库利编剧） - 《ID4星際重生》－（狄恩戴弗林、羅蘭·艾默瑞奇、詹姆斯·范德比爾特、詹姆斯·A·伍茲和尼古拉斯·萊特编剧） - 《自殺突擊隊》－（大衛·艾亞编剧，改编自DC漫畫所创作角色） | 最佳赎莓奖 - 梅尔·吉布森 – 《敢死队3》的最差男配角到执导《鋼鐵英雄》 |
| 巴里·邦斯德奖 （票房惨烈的大制作） - 《渎职》（Lionsgate Premiere） | |

## 電影多項提名
| 提名數 | 作品                         |
| ------ | ---------------------------- |
| 8      | 《蝙蝠俠對超人：正義曙光》   |
| 8      | 《名模大間諜2》              |
| 5      | 《阿公歐買尬》               |
| 5      | 《荷魯斯之眼：王者爭霸》     |
| 5      | 《希拉里的美国：民主党秘史》 |
| 5      | 《ID4星際重生》              |
| 3      | 《魔境夢遊：時光怪客》       |
| 3      | 《梅迪亞萬聖節》             |
| 2      | 《分歧者3：赤誠者》          |
| 2      | 《格雷的五十道黑影》         |
| 2      | 《幸福百分百》               |
| 2      | 《自殺突擊隊》               |
| 2      | 《忍者龜：破影而出》         |

## 多項獲獎
| 獲獎數 | 片名                         |
| ------ | ---------------------------- |
| 4      | 《希拉里的美国：民主党秘史》 |
| 4      | 《蝙蝠俠對超人：正義曙光》   |

## 提名電影票房表現
| 電影                         | 預算         | 票房         | 淨賺         | 爛番茄       | Metacritic | 參考                 |
| ---------------------------- | ------------ | ------------ | ------------ | ------------ | ---------- | -------------------- |
| 《蝙蝠俠對超人：正義曙光》   | $250,000,000 | $873,260,194 | $623,260,194 | 27% (4.9/10) | 44/100     | [ 5 ] [ 6 ] [ 7 ]    |
| 《名模大間諜2》              | $50,000,000  | $55,969,000  | $5,969,000   | 23% (4.5/10) | 34/100     | [ 8 ] [ 9 ] [ 10 ]   |
| 《阿公歐買尬》               | $11,500,000  | $94,073,028  | $82,573,028  | 10% (2.8/10) | 18/100     | [ 11 ] [ 12 ] [ 13 ] |
| 《荷魯斯之眼：王者爭霸》     | $140,000,000 | $150,680,864 | $10,680,864  | 16% (3.5/10) | 25/100     | [ 14 ] [ 15 ] [ 16 ] |
| 《希拉里的美国：民主党秘史》 | $5,000,000   | $13,099,931  | $8,099,931   | 4% (1.7/10)  | 2/100      | [ 17 ] [ 18 ] [ 19 ] |
| 《ID4星際重生》              | $165,000,000 | $389,681,935 | $224,681,935 | 31% (4.3/10) | 32/100     | [ 20 ] [ 21 ] [ 22 ] |
| 《魔境夢遊：時光怪客》       | $170,000,000 | $299,457,024 | $129,457,024 | 30% (4.6/10) | 34/100     | [ 23 ] [ 24 ] [ 25 ] |
| 《梅迪亞萬聖節》             | $20,000,000  | $74,821,409  | $54,821,409  | 21% (3.8/10) | 30/100     | [ 26 ] [ 27 ] [ 28 ] |
| 《格雷的五十道黑影》         | $5,000,000   | $22,227,514  | $17,227,514  | 7% (2.8/10)  | 28/100     | [ 29 ] [ 30 ] [ 31 ] |
| 《幸福百分百》               | $25,000,000  | $43,792,859  | $18,792,859  | 7% (2.9/10)  | 18/100     | [ 32 ] [ 33 ] [ 34 ] |
| 《自殺突擊隊》               | $175,000,000 | $745,600,054 | $570,600,054 | 26% (4.7/10) | 40/100     | [ 35 ] [ 36 ] [ 37 ] |
| 《忍者龜：破影而出》         | $135,000,000 | $245,623,848 | $110,623,848 | 38% (4.7/10) | 40/100     | [ 38 ] [ 39 ] [ 40 ] |
| 《分歧者3：赤誠者》          | $110,000,000 | $179,246,868 | $69,246,868  | 12% (4.1/10) | 33/100     | [ 41 ] [ 42 ] [ 43 ] |
| 《最美的安排》               | $36,000,000  | $75,602,001  | $39,602,001  | 12% (3.5/10) | 23/100     | [ 44 ] [ 45 ] [ 46 ] |
| 《全面攻佔2：倫敦救援》      | $60,000,000  | $205,754,447 | $145,754,447 | 25% (3.9/10) | 28/100     | [ 47 ] [ 48 ] [ 49 ] |
| 《育陰房》                   | $10,000,000  | $8,435,285   | $-1,564,715  | 3% (2.8/10)  | 22/100     | [ 50 ] [ 51 ] [ 52 ] |
| 《神鬼駭客：史諾登》         | $40,000,000  | $34,308,693  | $-5,691,307  | 61% (6.2/10) | 58/100     | [ 53 ] [ 54 ] [ 55 ] |

## 外部連結
- 官方网站